# Cavlingpreis
Der Cavlingpreis (dänisch: Cavlingprisen) ist die prestigeträchtigste Auszeichnung im dänischen Journalismus. Der Preis wurde am 18. Dezember 1944 vom dänischen Journalistenverband (Journalistforbundet) zu dessen  40-jährigem Bestehen gestiftet. Der Preis erinnert an den Gründer des Journalistenverbands Henrik Cavling (1858–1933).
Der Cavlingpreis wird jährlich an einen Journalisten oder eine Gruppe von Journalisten vergeben, die im jeweils vorangegangenen Jahr in besonderem Maße Initiative und Talent auf journalistischem Gebiet gezeigt haben (der i særlig grad har udvist initiativ og talent i det foregående år). Der Preis ist mit 25.000 dänischen Kronen dotiert. Die Preisträger erhalten außerdem eine von dem Bildhauer Jørgen Rode geschaffene Statuette Henrik Cavlings. Die Entscheidung über die Vergabe wird von einem Komitee gefällt, das jeweils für die Dauer von drei Jahren aus einem Kreis von Kandidaten des Journalistenverbands gewählt wird. Die Preisverleihung erfolgt jeweils im Januar.